# Bart Starr
Bryan Bartlett „Bart“ Starr (* 9. Januar 1934 in Montgomery, Alabama; † 26. Mai 2019 in Birmingham, Alabama) war ein US-amerikanischer American-Football-Spieler und -Trainer. Er gilt als einer der besten Quarterbacks in der Geschichte der National Football League (NFL) und gewann mit den Green Bay Packers fünfmal die NFL-Meisterschaft und die ersten beiden Super Bowls. In beiden Super Bowls wurde er zum Super Bowl MVP gewählt und ab 1977 war er Mitglied in der Pro Football Hall of Fame.

## Jugend
Starr wuchs als Sohn eines amerikanischen Soldaten zunächst in seiner Geburtsstadt auf. Die Familie war aber aufgrund der dienstlichen Verpflichtung seines Vaters immer wieder gezwungen umzuziehen. Starr hatte einen jüngeren Bruder, der im Alter von elf Jahren an einer Infektion starb. Er war zu diesem Zeitpunkt 13 Jahre alt. Nachdem die Familie wieder zurück nach Alabama gezogen war, besuchte er in seiner Geburtsstadt die High School und konnte dort ab 1950 als Quarterback spielen.

## Spielerlaufbahn

### College
Nach Abschluss der Schule begann er ein Studium an der University of Alabama und spielte ab 1952, wie in der High School, in deren Footballmannschaft, den Crimson Tide, als Quarterback. Seine Laufbahn bei den Crimson Tide verlief wenig erfolgreich. Häufig kam er nur als Ersatzspieler zum Einsatz, die Saison 1955 verlief zudem für das Team katastrophal – alle zehn Spiele gingen verloren. Dieses Ergebnis hätte eigentlich das Ende seiner Laufbahn bedeuten müssen. Allerdings nahm sich der Trainer der Basketballmannschaft seines Colleges seiner an und empfahl ihn einem Verantwortlichen der Green Bay Packers.

### NFL
Starr wurde von den Green Bay Packers in der 17. Runde als 200. Spieler im NFL Draft 1956 ausgewählt. Die relative späte Wahl durch die Packers macht deutlich, dass man von seinen Fähigkeiten nicht sonderlich überzeugt war. So spielte er zunächst nur als Backup und bekam wenig Spielzeit. Erst 1957 konnte er sich als Starter etablieren. 1959 übernahm dann Vince Lombardi das Traineramt in Green Bay. Das bedeutete die endgültige Wende für die Karriere von Bart Starr.
Lombardi, der für seine harten Trainingsmethoden berüchtigt war, fing an, um Starr ein schlagkräftiges Footballteam aufzubauen. Er schätzte an seinem jungen Quarterback dessen Wurfpräzision und seine Nervenstärke. Sukzessive wurde das Team verstärkt und einige der besten Spieler der damaligen Zeit verpflichtet. Ferner gelang es Lombardi, bereits im Team befindliche Spieler an ihre Leistungsgrenzen zu bringen. Spieler wie der Halfback Paul Hornung, der Fullback Jim Taylor, die Wide Receiver Boyd Dowler und Max McGee, sowie der Offensive Tackle Forrest Gregg und der Linebacker Ray Nitschke machten die Packers zu dem Team der 1960er Jahre. Zahlreiche Offense-Spieler standen Starr dabei für seine präzisen Pässe zur Verfügung. Starr konnte allerdings auch selbst mit dem Ball laufen und Touchdowns erzielen.
Fünfmal gelang es Starr mit seiner Mannschaft, die NFL-Meisterschaft zu gewinnen – 1961, 1962 und 1965 bis 1967. Der Gewinn der NFL-Meisterschaften 1966 und 1967 qualifizierte das Team jeweils für die AFL-NFL World Championship Games 1967 und 1968. Die NFL und die American Football League (AFL) waren damals noch nicht vereint und spielten ihre Meister zunächst getrennt aus. Ab 1967 änderte sich dies. Die beiden Spiele wurden später in Super Bowl I und Super Bowl II umbenannt. Beide Spiele gewannen die Packers, 1967 gegen die Kansas City Chiefs mit 35:10 und 1968 gegen die Oakland Raiders mit 33:14. In beiden Spielen wurde Starr zum Super Bowl MVP gewählt. Legendär war auch das dem Super Bowl II vorgeschaltete NFL Championship Game gegen die Dallas Cowboys, der sogenannte Ice Bowl. Obwohl die Packers 16 Sekunden vor Spielende gegen die Cowboys mit 17:14 in Rückstand waren, gelang es Starr, mit einem Lauf einen Touchdown zu erzielen. Die Packers gingen als Sieger vom Platz.
Starr beendete 1971 seine Karriere. Ihm gelangen in der Regular Season 152 Touchdownpässe und 15 Touchdowns durch eigene Läufe. 138 seiner Pässe wurden abgefangen (Interception).

## Trainer
Unmittelbar nach seiner Spielerkarriere wurde Starr Assistenztrainer bei den Packers. 1975 wurde er zum Head Coach befördert. Seine Bilanz als Head Coach ist allerdings bescheiden. Seinen 52 gewonnenen Spielen stehen 76 Niederlagen gegenüber. Lediglich in der Saison 1982 gelang es ihm, mit seiner Mannschaft in die Play-offs einzuziehen. Dort wurden zunächst die St. Louis Cardinals mit 41:16 besiegt, bevor man sich den Dallas Cowboys mit 37:26 geschlagen geben musste. Starr beendete danach seine Footballkarriere.

## Ehrungen

Starrs Rückennummer im damaligen Design

Starr wurde viermal in den Pro Bowl gewählt. 1966 wurde er NFL Player Of The Year. Er ist Mitglied in der Wisconsin Athletic Hall of Fame, in der Pro Football Hall of Fame und des NFL 1960s All-Decade Teams. Seine Rückennummer 15 wird durch die Packers nicht mehr vergeben. 1999 wurde er von der Zeitung The Sporting News zu einem der größten Footballspieler aller Zeiten gewählt.

## Nach der Karriere
Starr war mit einer Jugendfreundin verheiratet und hatte zwei Kinder. 1988 starb sein Sohn im Alter von 24 Jahren an einer Herzrhythmusstörung. 1989 zog er auf Bitten seines zweiten Sohnes zurück nach Alabama. Er besaß ein eigenes Marketingunternehmen und ein Unternehmen, das Klinikneubauten plant. 2006 setzte er sich zur Ruhe. Starr war zeitlebens sozial engagiert, förderte junge Nachwuchsspieler und unterstützte die Erziehung von schwererziehbaren Jugendlichen. Er ist auf dem Southern Heritage Cemetery in Pelham (Alabama) in einem Familiengrab beerdigt.